# Alberton (Południowa Afryka)
Alberton – miasto, zamieszkane przez 121 536 ludzi, w Republice Południowej Afryki, w prowincji Gauteng.
Miasto zostało założone w roku 1905. Miasto jest sypialnią dla pobliskich miast, Johannesburga (15 km) i Pretorii (76 km). 

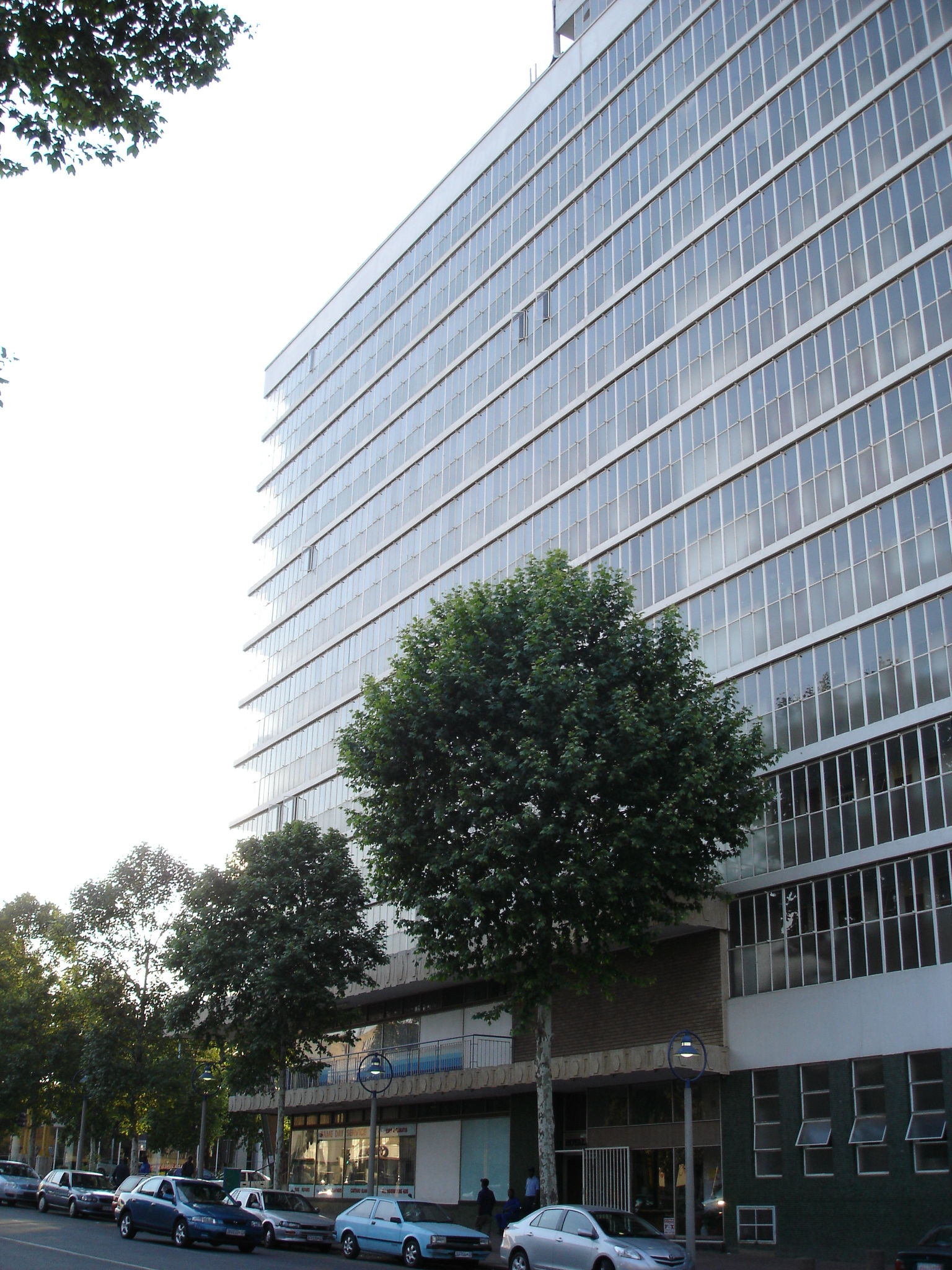
Royal York Building
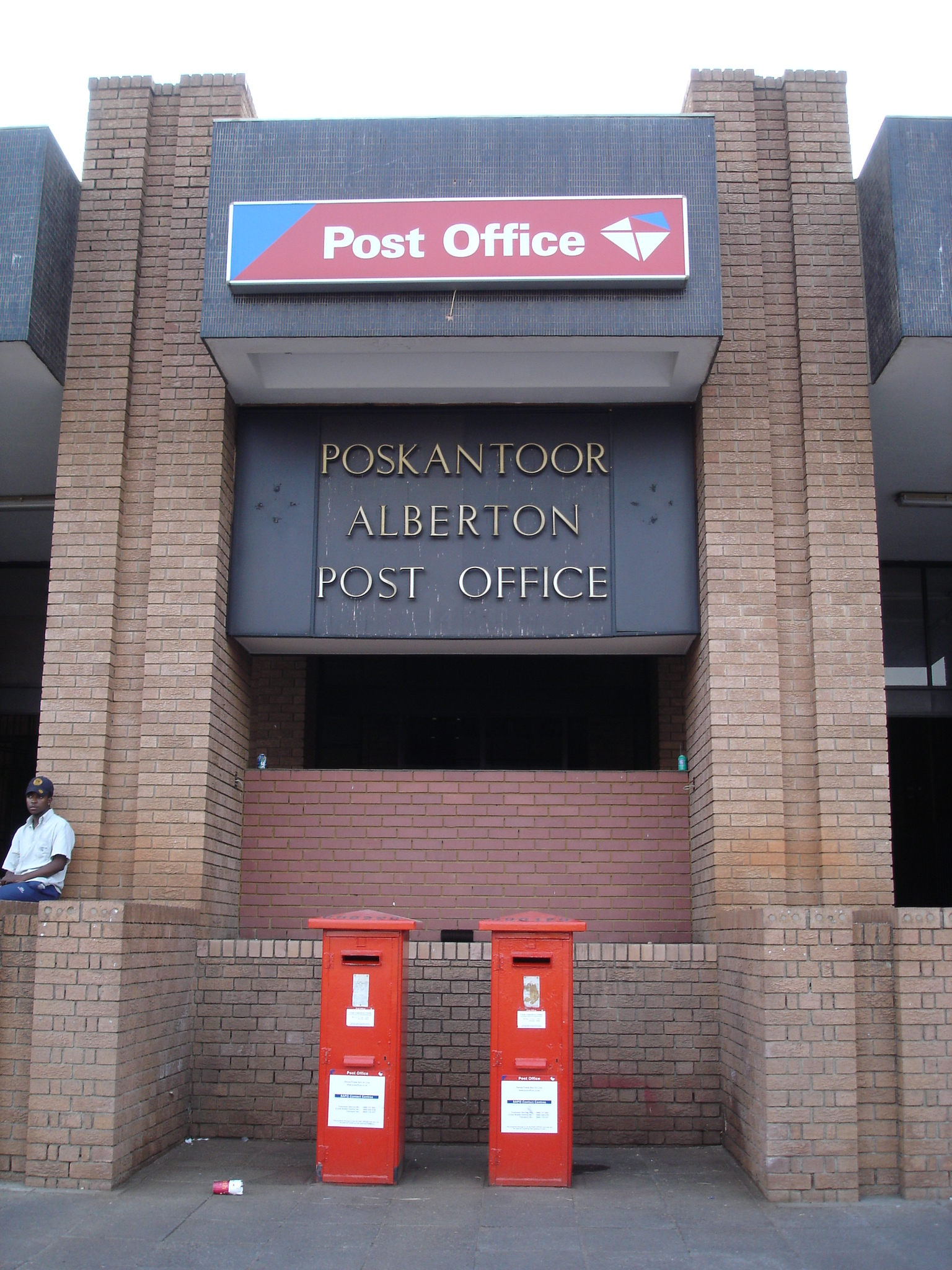
Poczta
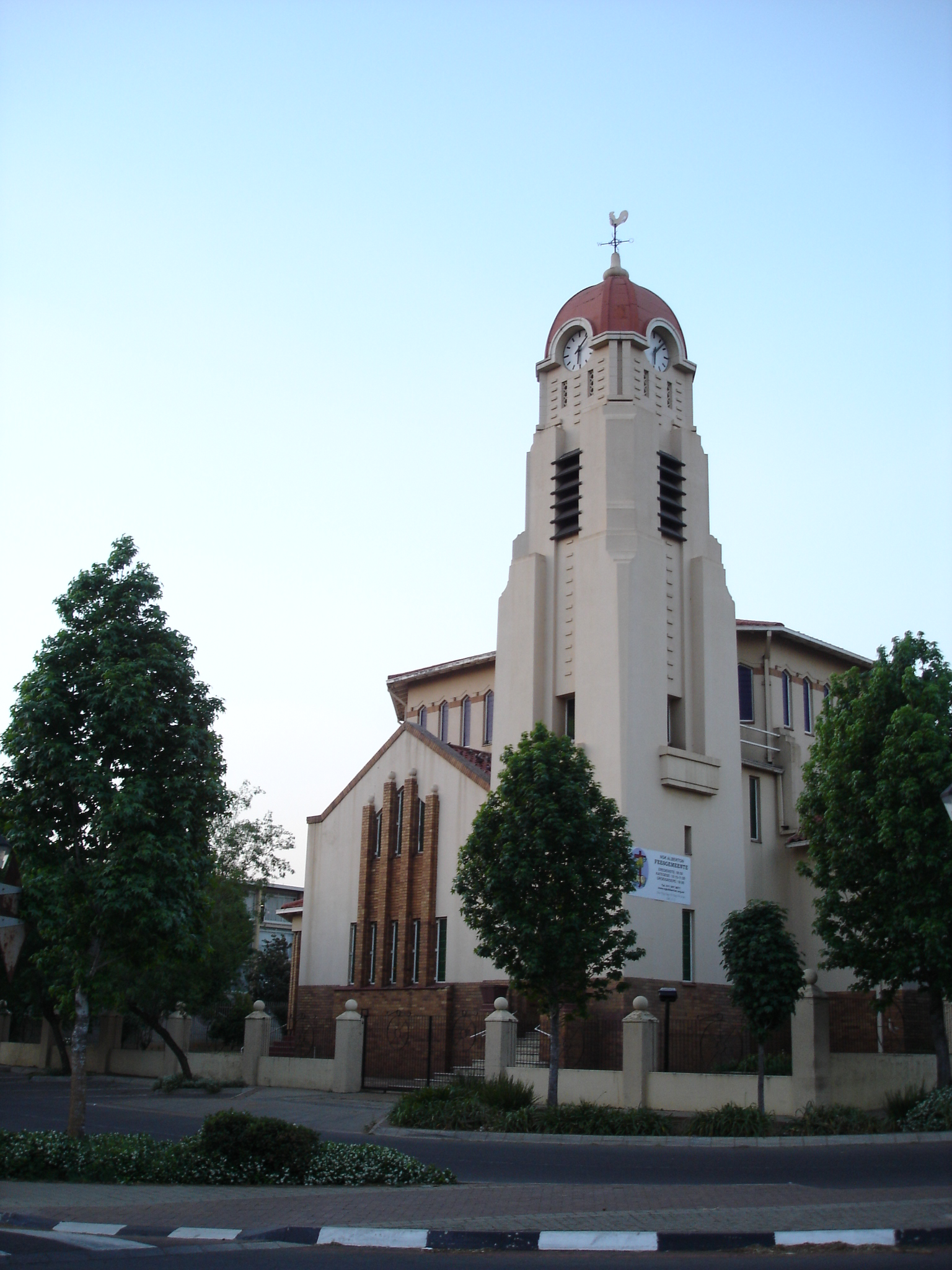
Kościół
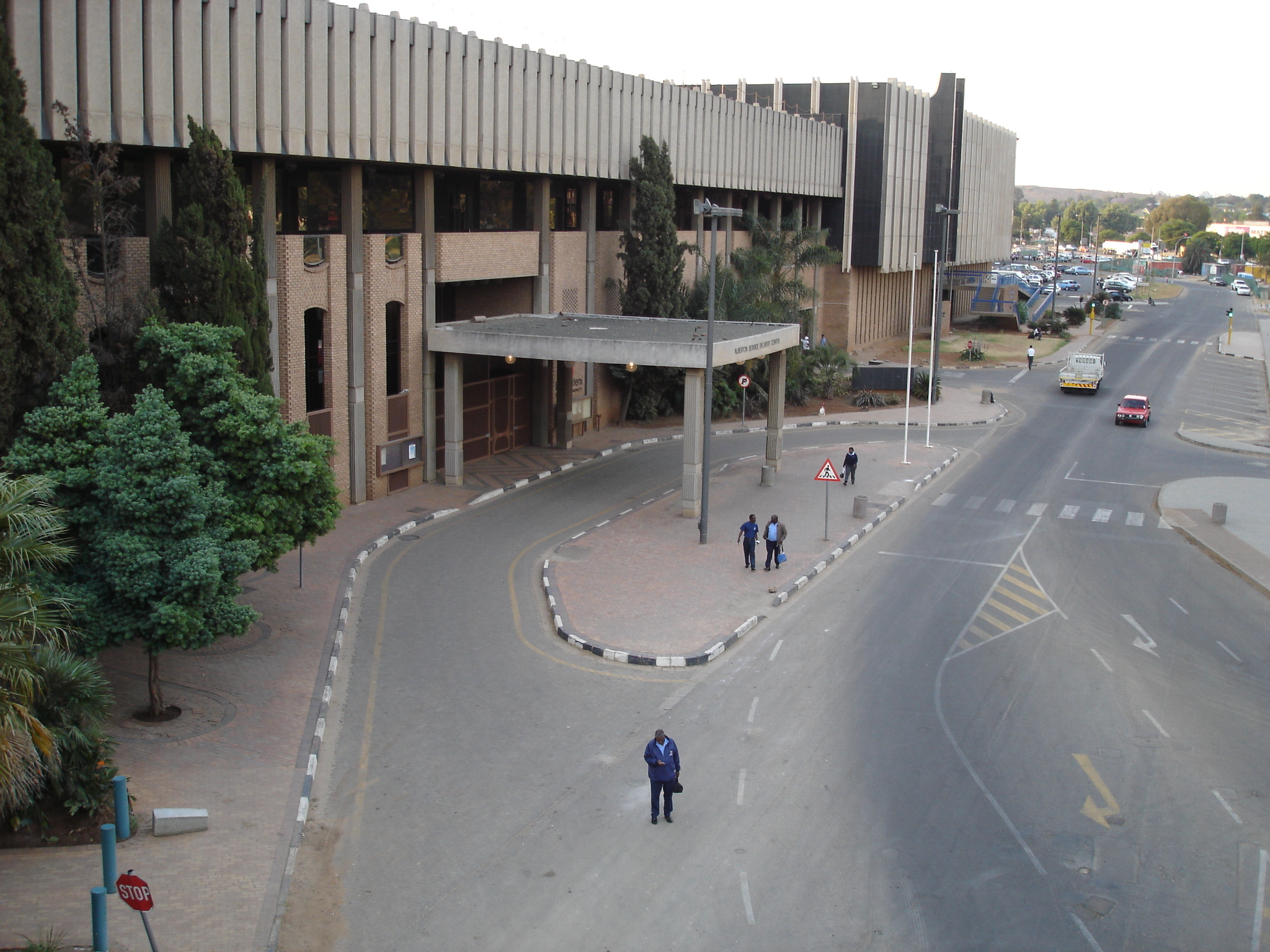
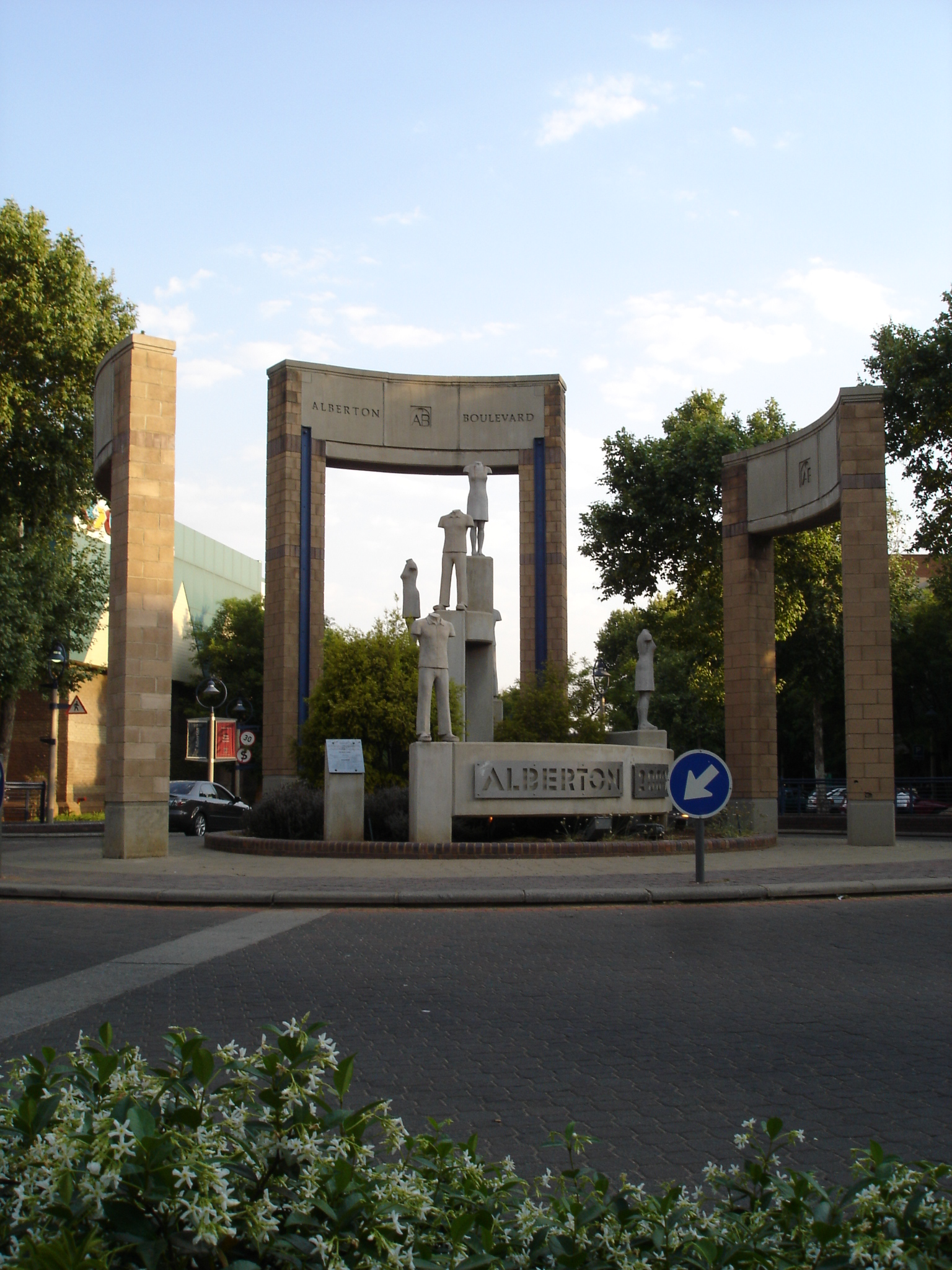
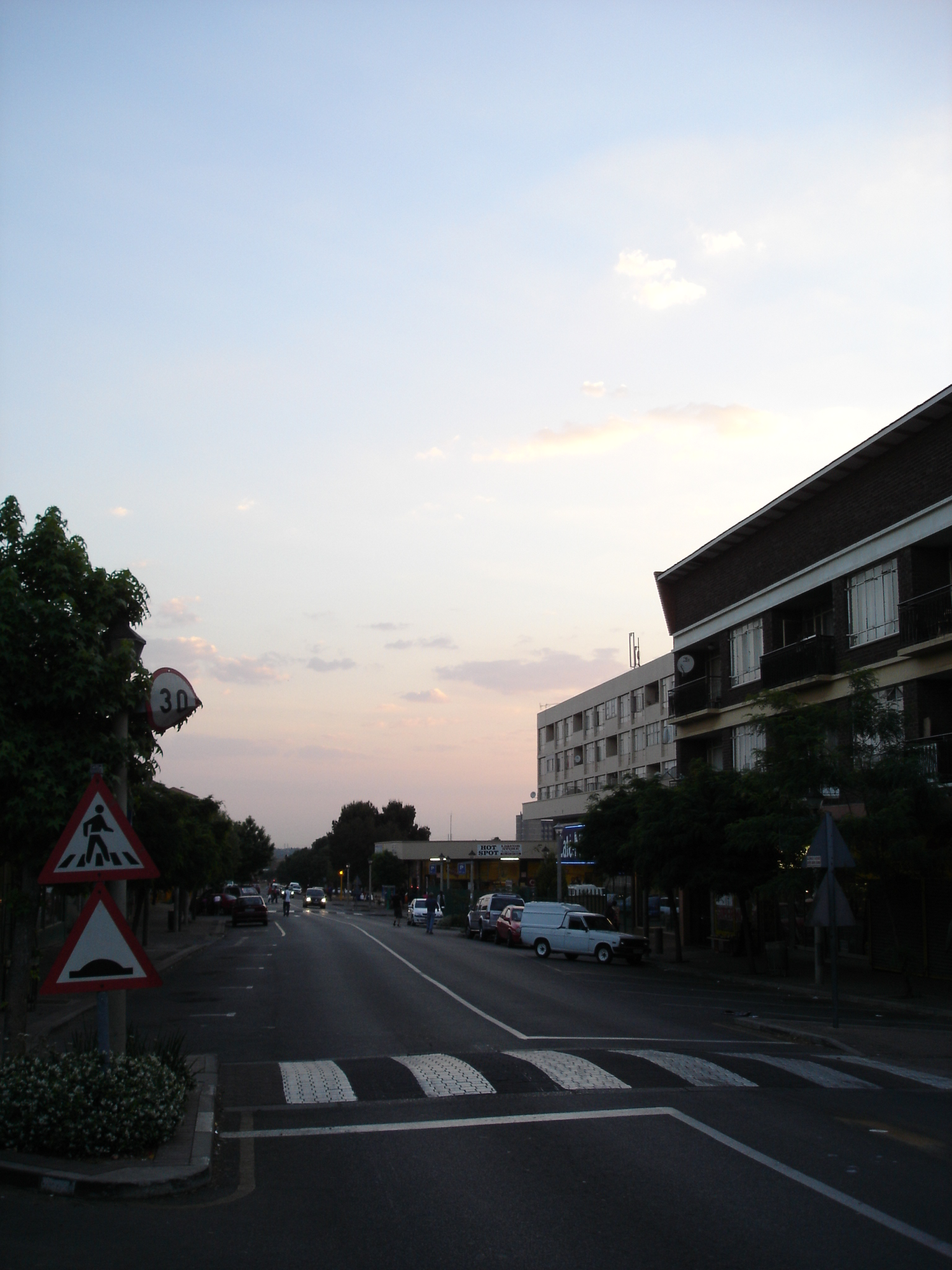
Van Riebeeck Avenue
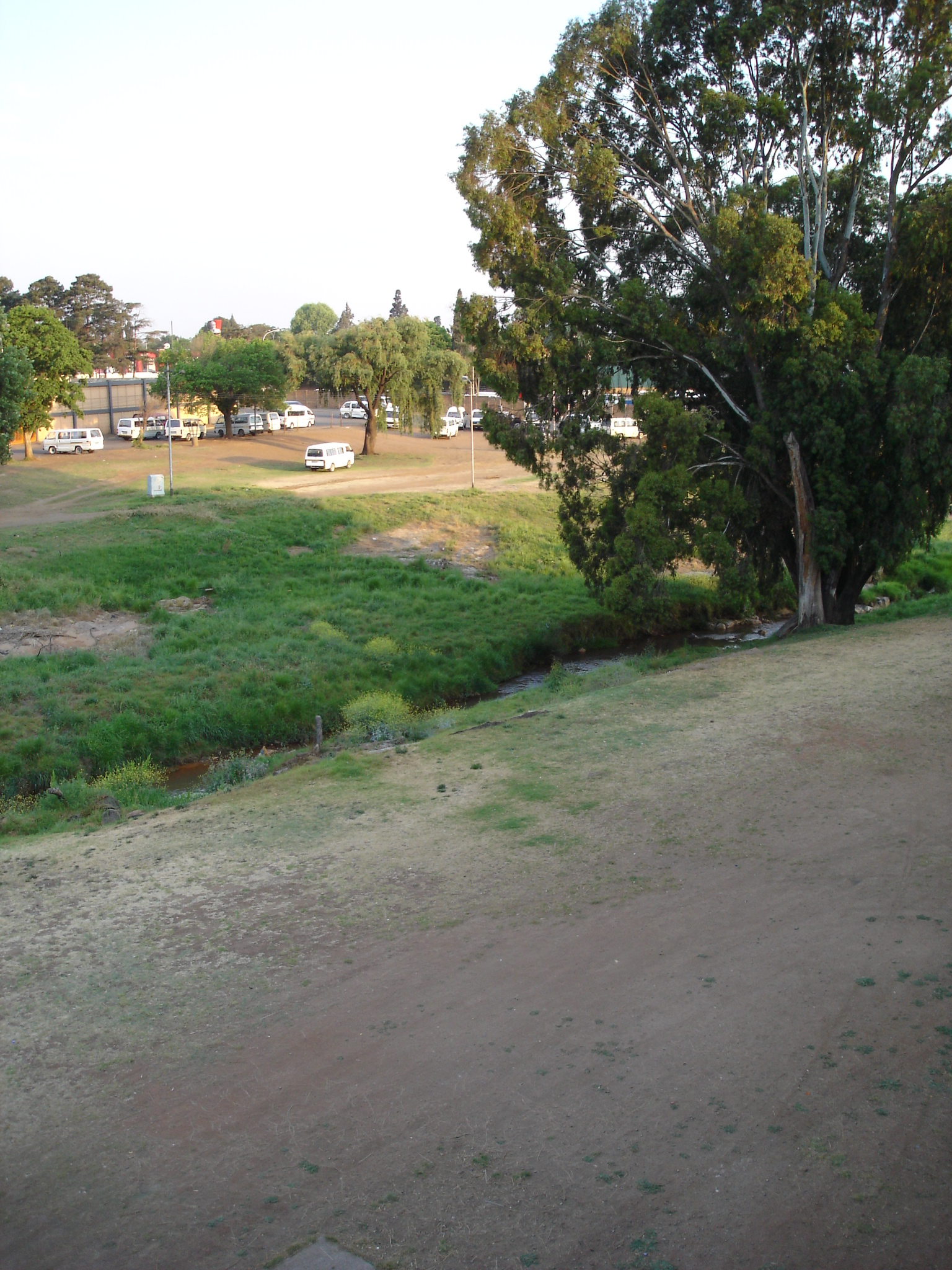
Potok Natal
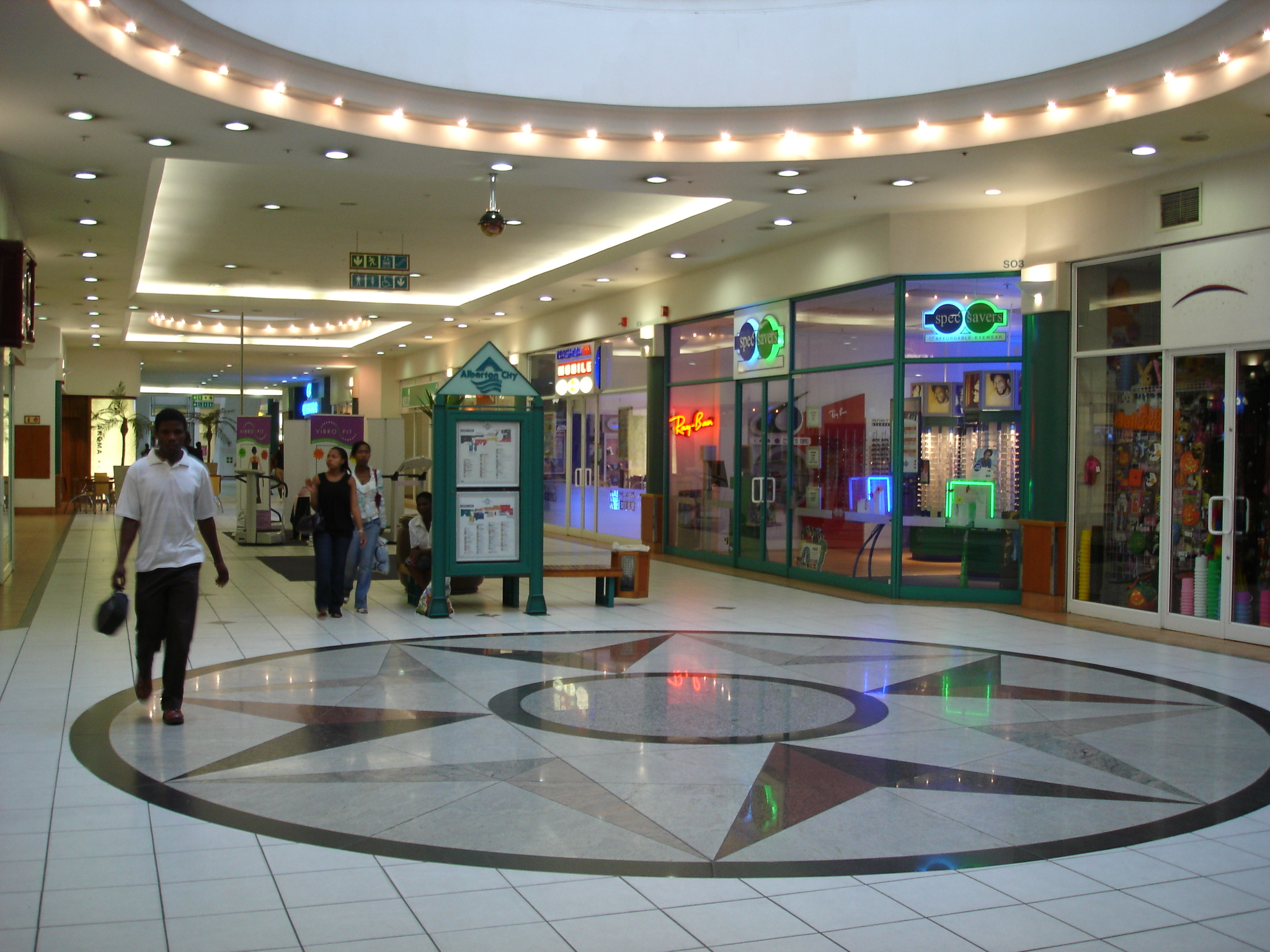
Centrum handlowe
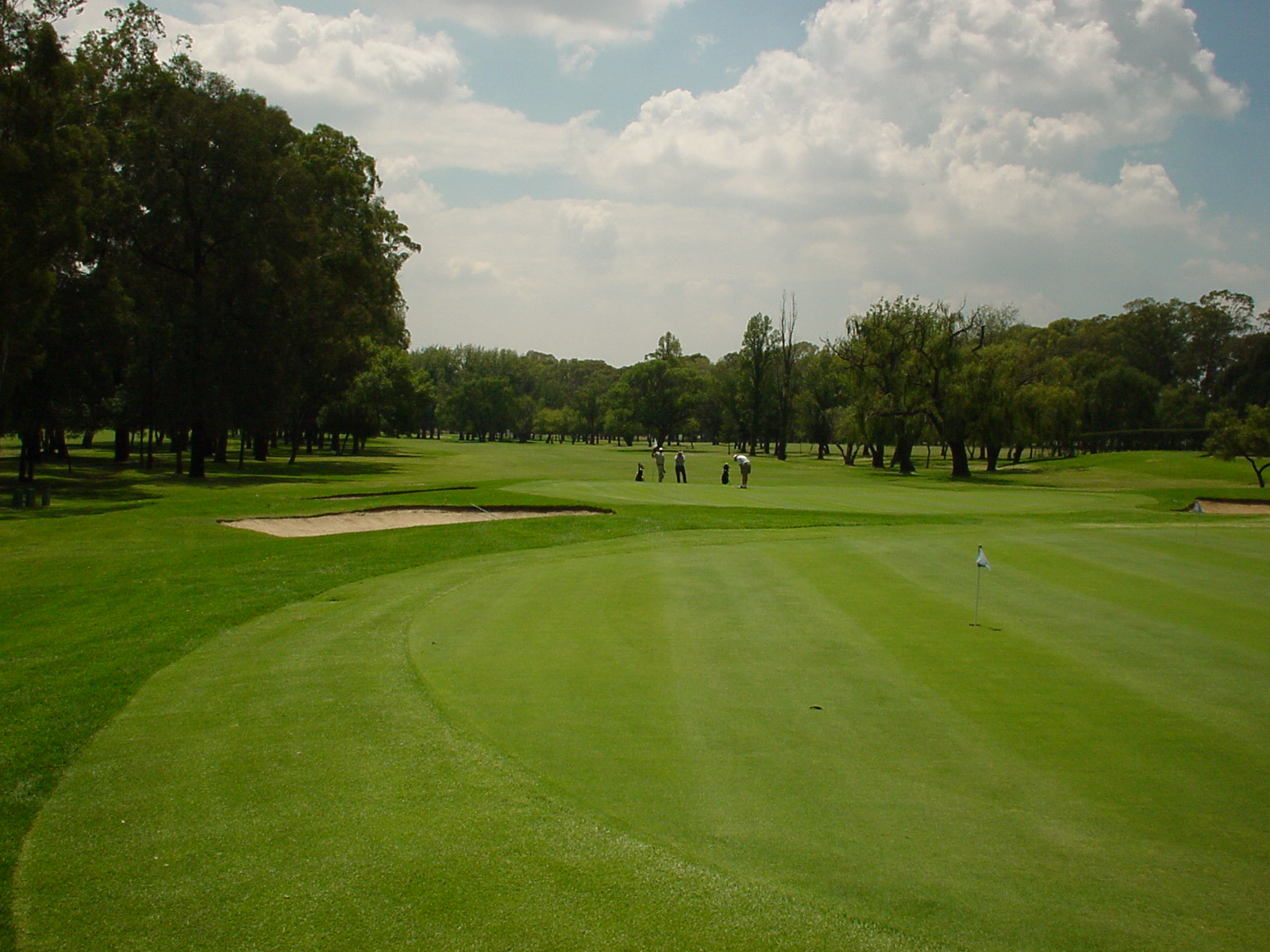
Pole golfowe
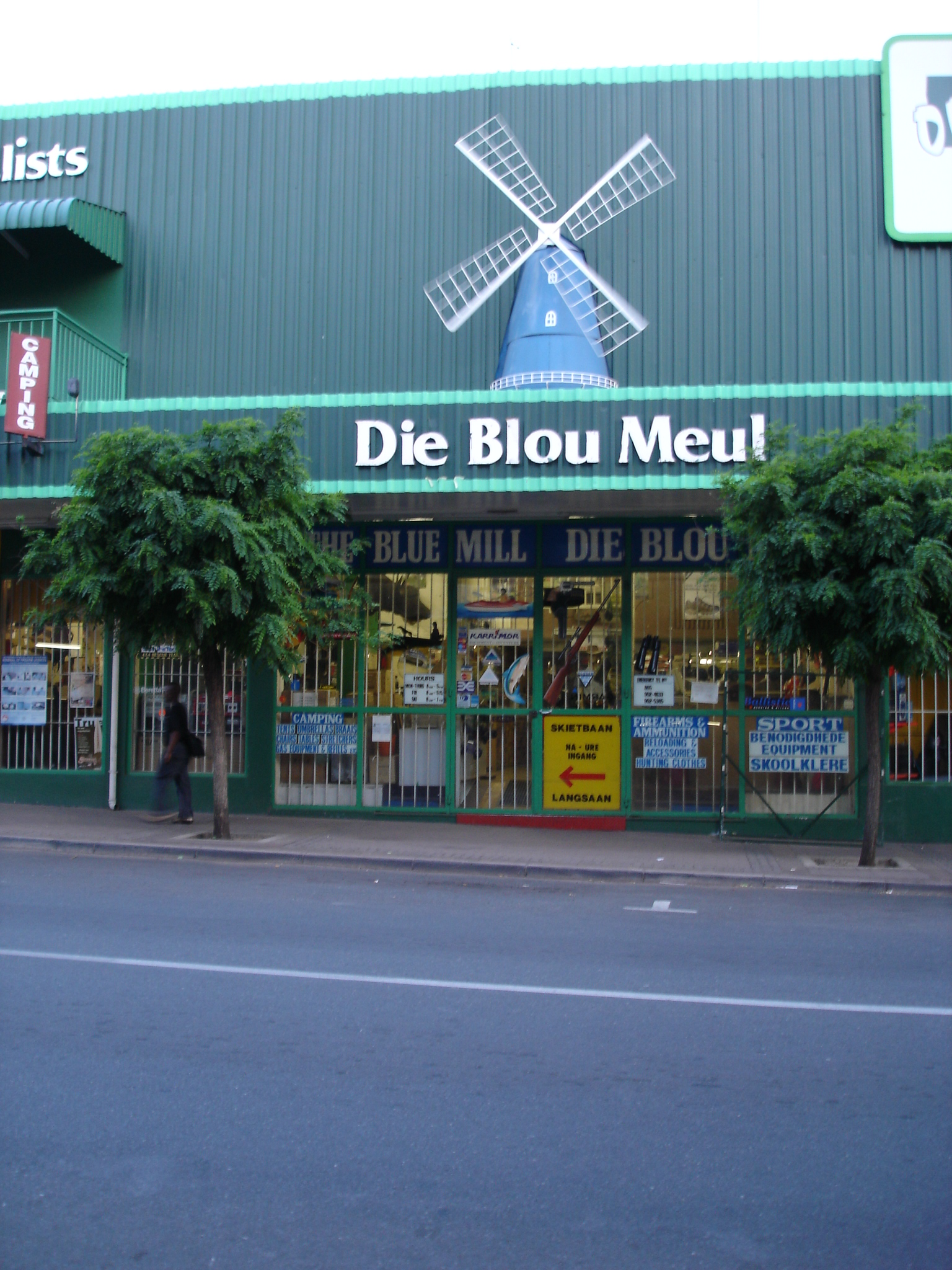
Die Blou Meul
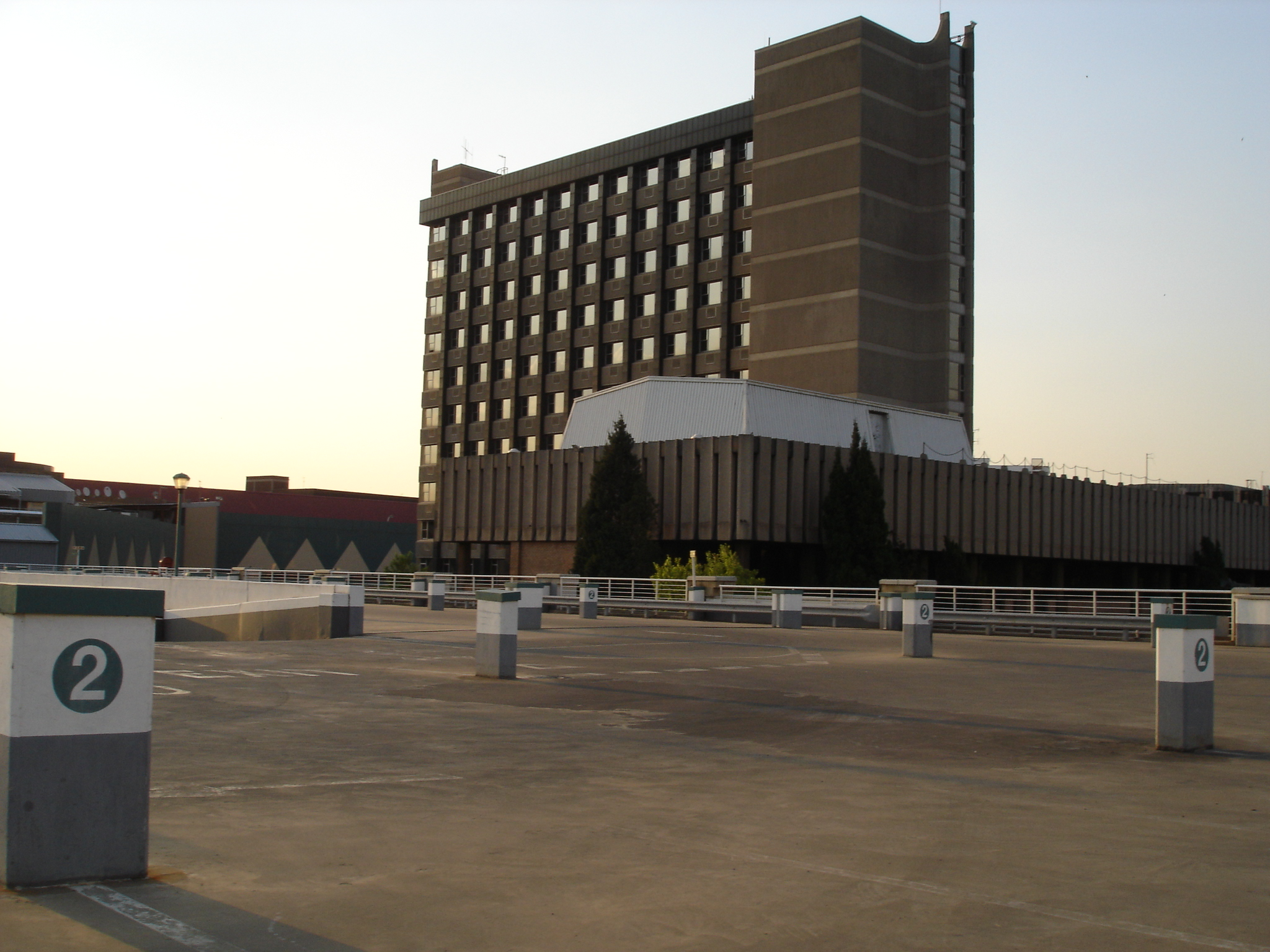
Siedziba władz gminy
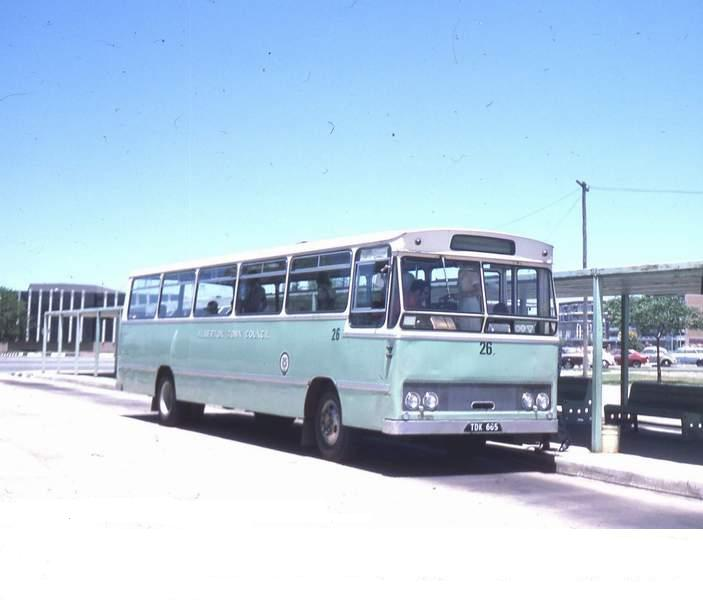
Dworzec autobusowy